# Ludvig Bødtcher

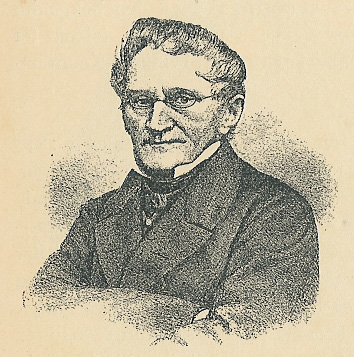
Ludvig Bødtcher

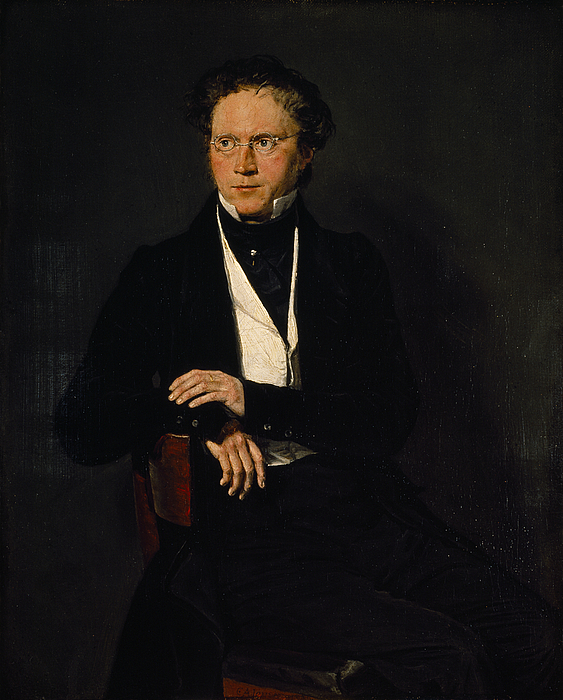
Bildnis L.Bödtcher von Christian Albrecht Jensen

Ludvig Bødtcher (* 22. April 1793 in Kopenhagen; † 1874 ebenda) war ein anakreontischer dänischer Lyriker.
Er verlebte den größten Teil seiner Jugend in Italien im Umgang mit dänischen Dichtern und Künstlern, namentlich Bertel Thorvaldsen, und hatte wesentlichen Anteil daran, dass die Werke des letzteren Eigentum seiner Vaterstadt wurden.
Seit 1835 zurückgekehrt, lebte er unausgesetzt in Kopenhagen, wo er 1874 starb. Bødtcher hat nur zwei kleine Sammlungen von Gedichten hinterlassen, die bedeutend für die dänische Poesie sind. Wesentlich erotischer Art, zeichnen sie sich durch natürliche Grazie, starken malerischen Sinn in Verbindung mit gesunder Lebensfreude aus, die sich in einem regen Gefühl für alles Gute und Schöne im Leben äußert.

## Werke
- Módet med Bachus
- Skriftestalen
- Marthes Kilde
- Fuglen Erzählung
- Digte, aeldre og nyere Kopenhagen 1878.

| Personendaten    | Personendaten     |
| ---------------- | ----------------- |
| NAME             | Bødtcher, Ludvig  |
| KURZBESCHREIBUNG | dänischer Lyriker |
| GEBURTSDATUM     | 22. April 1793    |
| GEBURTSORT       | Kopenhagen        |
| STERBEDATUM      | 1874              |
| STERBEORT        | Kopenhagen        |